# Promontorium Kelvin
Il Promontorium Kelvin è una struttura geologica della superficie della Luna.
Il promontorium è dedicato al fisico britannico Lord Kelvin.

## Crateri correlati
Alcuni crateri minori situati in prossimità del Promontorium Kelvin sono convenzionalmente identificati, sulle mappe lunari, attraverso una lettera associata al nome.
| Kelvin | Coordinate            | Diametro (in km) |
| ------ | --------------------- | ---------------- |
| A      | 27°29′24″S 31°34′12″W | 7,36             |
| B      | 27°40′12″S 32°10′48″W | 6,2              |
| C      | 27°34′48″S 32°45′00″W | 5,28             |
| D      | 27°55′12″S 33°13′12″W | 6,26             |
| E      | 26°43′12″S 31°53′24″W | 3,74             |
| F      | 26°50′24″S 35°42′00″W | 3,92             |
| G      | 26°13′48″S 33°57′00″W | 3,15             |